# Chris Abelen
Christiaan „Chris“ Mathias Maria Abelen (*  29. September 1959 in Tilburg) ist ein niederländischer Jazzposaunist.

## Leben und Wirken
Abelen lernte mit sieben Jahren zunächst Trompete, bevor er mit 18 Jahren zur Posaune wechselte und eine Bigband gründete, für die er auch arrangierte. Er studierte zunächst klassische Posaune in Tilburg, anschließend in Amsterdam Jazzposaune bei Willem van Manen. 1984 bis 1987 gehörte er zum Willem Breuker Kollektief; auch spielte er in Formationen von Freek de Jonge und Dick de Graaf (1988) und im Orchester von J. C. Tans (1988–1989). Von 1989 bis zum Jahr 2000 war er Mitglied der Contraband (u. a. mit Theo Jörgensmann und Paul van Kemenade); 1991 und 1992 gehörte er auch zur Band von Eric van der Westen. In Tentett-Besetzung entstand 1992 Abelens Debütalbum Proost, gefolgt von Dance of the Penguins in Quintett-Besetzung. Im Bereich des Jazz war er zwischen 1984 und 2004 an 18 Aufnahmesessions beteiligt, außer den Genannten auch mit dem Paradise Regained Orchestra (Album Nedly Elstak’s Paradise Lost and Regained Suite) und Bo van de Graafs I Compani. Er lebt in Haarlem.

## Diskographische Hinweise
- Proost (BVHaast, 1992), mit Eric Boeren, Larry Fishkind, Ab Baars, Eckard Koltermann, Paul Termos, Frans Vermeerssen, Corrie van Binsbergen, Wilbert de Joode, Michael Vatcher
- Dance of the Penguins (BVHaast, ca. 1995), mit Tobias Delius, Corrie van Binsbergen, Wilbert de Joode, Charles Huffstadt
- What a Romance (BVHaast, 1999), mit Tobias Delius, Corrie van Binsbergen, Wilbert de Joode, Charles Huffstadt
- Space (BVHaast, 2004), mit Ab Baars, Tobias Delius, Corrie van Binsbergen, Wilbert de Joode, Charles Huffstadt, Zapp! String Quartet
- Plint (CAMP, 2013), EP, Chris Abelen Quartet (neu), 4 bestehende Tracks von vorherigen Alben
- A day at the office (CAMP, 2016), mit Angelo Verploegen, Floris van der Vlugt, Tini Thomsen, Thijs Huijbens, Ulrich Wentzlaff-Eggebert, Yonga Sun
- Songs on the eve of dismissal (CAMP, 2018), mit Lorena del Mar, Angelo Verploegen, Floris van der Vlugt, Tini Thomsen, Thijs Huijbens, Ulrich Wentzlaff-Eggebert, Yonga Sun - Bastiaan Geleijnse (lyrics)
- Live at the BIM (CAMP, 2020), mit Lorena del Mar, Angelo Verploegen, Kika Sprangers, Coen Kaldeway, Thijs Huijbens, Ulrich Wentzlaff-Eggebert, Yonga Sun - Bastiaan Geleijnse (lyrics)
- The audience is growing (CAMP, 2020), EP, trombone solo